# 基里希
基里希（俄语：Ки́риши）是俄羅斯列寧格勒州的一個城市，位於聖彼得堡東南115公里的沃爾霍夫河畔。2002年人口為55,634人。
1693年首見於文獻。1965年設市。

## 姐妹城市
- 挪威蒂斯菲尤爾